# Zberoaia, Nisporeni
Zberoaia este un sat din raionul Nisporeni, Republica Moldova.

## Istorie
Satul Zberoaia este menționat documentar pentru prima dată în anul 1621:
„Io, din mila lui Dumnezeu, Ștefan Toma voievod, domn al Țării Moldovei. Fiindcă acest adevărat boieriul nostru Lupul al treilea logofăt ne-a slujit nouă și țării noastre cu dreptate, a cărui văzând noi ce cu dreptate cu credință către noi slujind, l-am milostovit domnia mea, de i-am dat și l-am miluit de la noi cu o bucată de loc domnesc din braniște, în dreptul Zberoaei, din sus de sat și pe apa Prutului, în dreptul vârtoapelor ce sunt peste Prut, ...

...

Însuși domnul a poruncit. 

Ghianghea mare logofăt a iscălit.

Scris de Vasilie în Iași, let 7130 <1621> decembrie 18.”

## Simboluri
Stema reprezintă un scut tripartit în furcă înaltă, de roșu, negru și argint; în prima partițiune un corn poștal, al cărui tub inelar încadrează un cap de bour, totul de aur; în a doua și a treia partițiune, câte un plop piramidal dezrădăcinat, de smalturi alternate câmpurilor (de l’un à l’autre). Scutul timbrat de o coroană sătească de aur.
Drapelul satului Zberoaia reprezintă o pânză pătrată, tripartită în furcă înaltă, de roșu, negru și alb, și purtând în prima partițiune un corn poștal, al cărui tub inelar încadrează un cap de bour, totul galben.

## Administrație și politică
Componența Consiliului local Zberoaia (11 consilieri), ales la 5 noiembrie 2023, este următoarea:
|  | Partid                            | Consilieri | Componență | Componență | Componență | Componență | Componență | Componență |
|  | --------------------------------- | ---------- | ---------- | ---------- | ---------- | ---------- | ---------- | ---------- |
|  | Partidul Social Democrat European | 6          |            |            |            |            |            |            |
|  | Partidul Acțiune și Solidaritate  | 3          |            |            |            |            |            |            |
|  | Partidul Schimbării               | 2          |            |            |            |            |            |            |

## Galerie de imagini

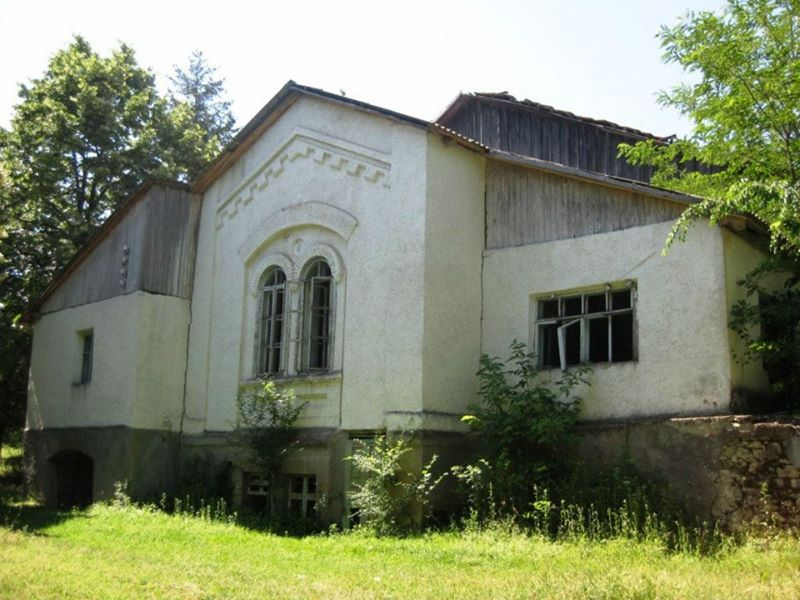
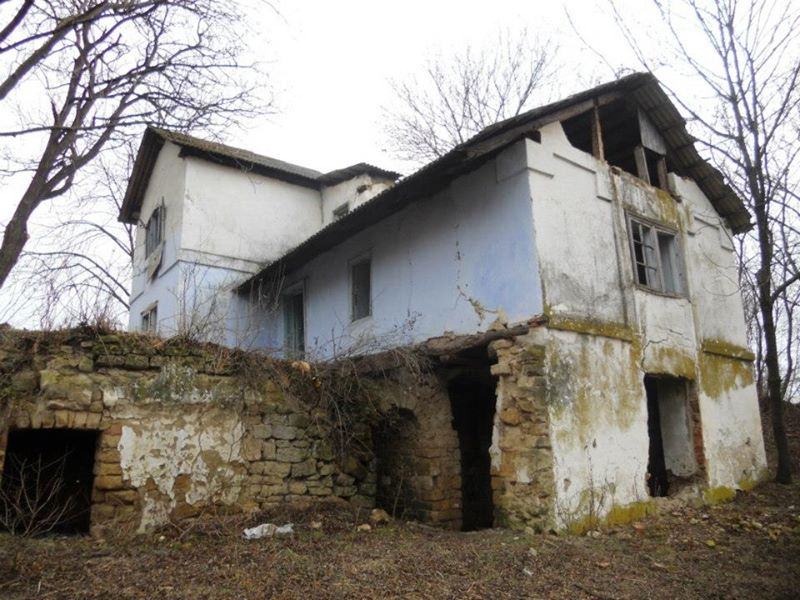
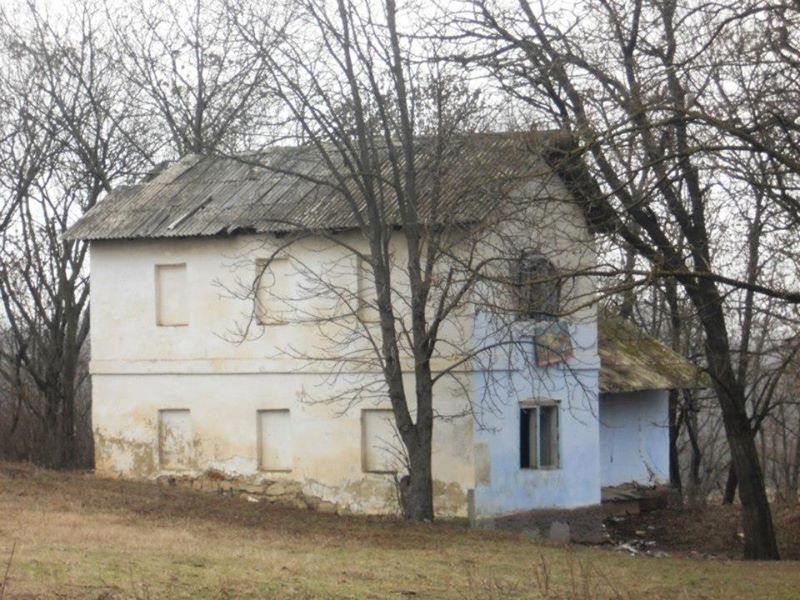
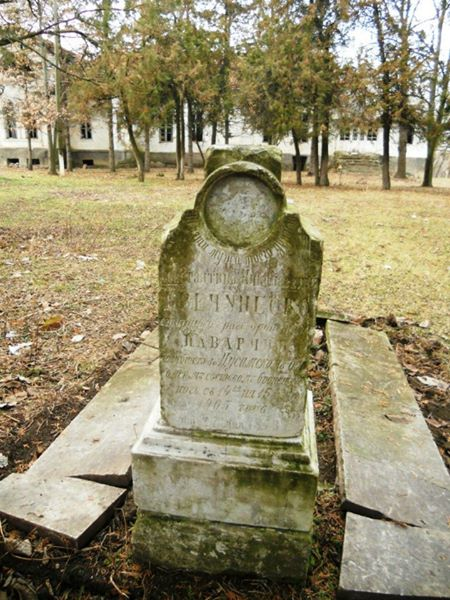
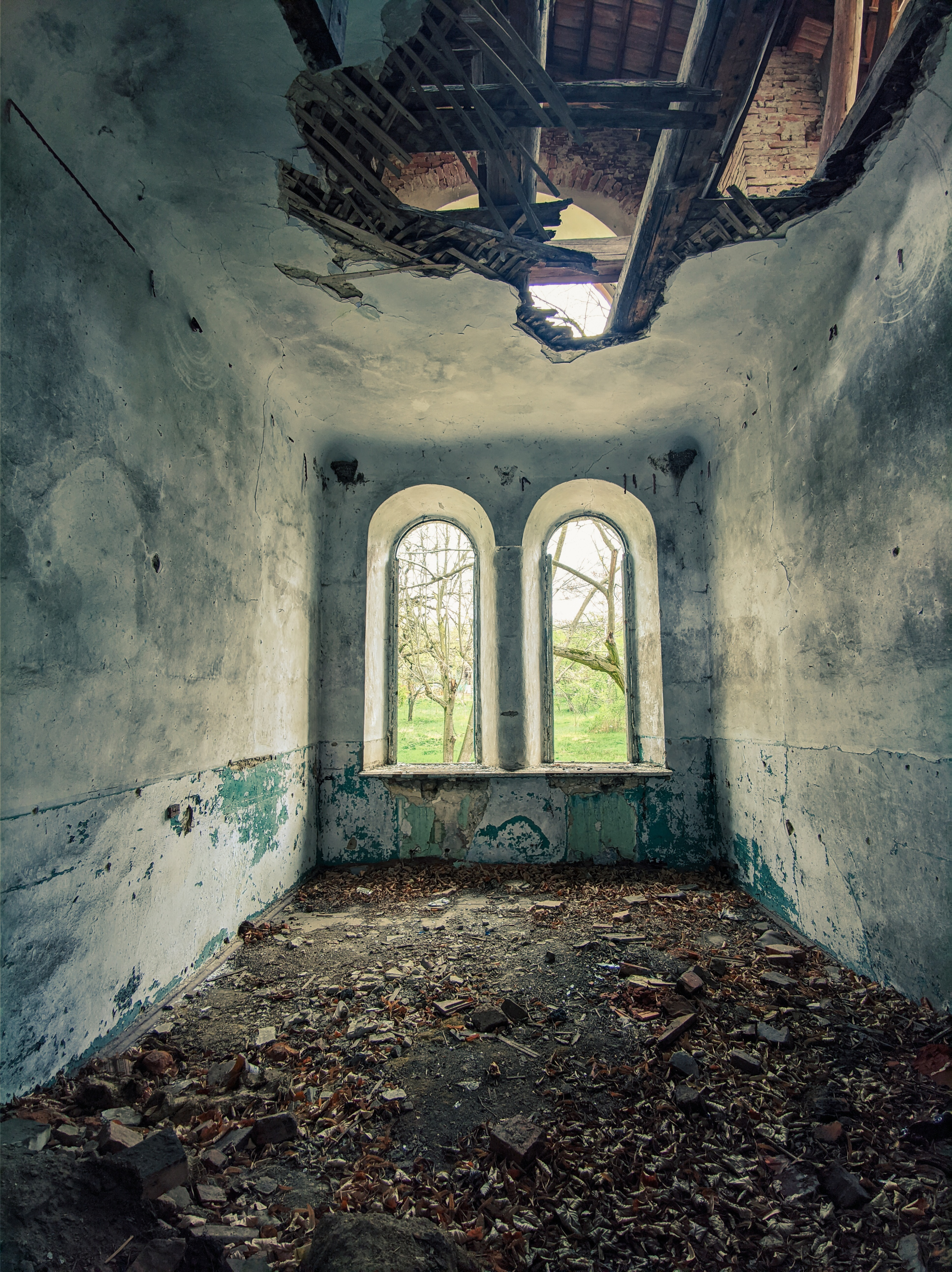

Conacul familiei Gonata, situat la periferia de sud a localității.

## Vezi și
- Conacul familiei Gonata